# 阿尔卡季·波诺马廖夫
阿尔卡季·尼古拉耶维奇·波诺马廖夫（羅馬化：Arkadiy Nikolayevich Ponomaryov；1956年5月16日—）是俄罗斯政治人物、企业家和第八届国家杜马代表。2009年，他获得技术科学全博士学位。
大学毕业后，波诺马廖夫开始在特维尔州的建筑工地工作。1984年至1987年，他担任Rossosh乳品厂的总工程师。他辞去职务，成为沃罗涅日斯基乳品厂的总工程师和厂长。2005年，波诺马廖夫以沃罗涅日乳制品厂为基础创立了Molvest公司，生产广受欢迎的乳制品。2010年3月14日，波诺马廖夫当选为沃罗涅日州杜马代表。2013年。他成为第六届国家杜马代表。2016年和2021年，他再次第七届和第八届国家杜马议员。
2014年，Dissernet的志愿者指控波诺马廖夫抄袭他人的论文。

## 制裁
波诺马廖夫于2022年因俄乌战争而受到英国政府制裁。